# Wojciech Surmacz
Wojciech Surmacz (ur. 1973) – polski dziennikarz śledczy i ekonomiczny. W latach 2018–2023 prezes Polskiej Agencji Prasowej.

## Życiorys
W latach 2014–2016 był redaktorem naczelnym „Gazety Bankowej”. Pracował również w dzienniku „Puls Biznesu” (1998–2007), tygodniku „Newsweek” (2007–2011) oraz miesięczniku „Forbes” (2011–2014). 

### Media publiczne
Był też szefem redakcji gospodarczej Polskiego Radia oraz wicedyrektorem Programu Trzeciego Polskiego Radia. Od października 2017 był jednym z prowadzących program publicystyczno-satyryczny „W tyle wizji” w TVP Info. 
W styczniu 2018 został prezesem Polskiej Agencji Prasowej. W 2021 roku został jednym z uczestników ujawnionych w tzw. aferze mailowej. Wg korespondencji ujawnionej przez serwis Poufna Rozmowa i dalszych artykułów prasowych np. Polska Agencja Propagandowa. Prezes PAP nieformalnym doradcą rządu Press.pl, Surmacz jako prezes PAP miał dbać o pozytywny wizerunek rządu Mateusza Morawieckiego w Polsce i za granicą.
Po upadku rządu Mateusza Morawieckiego i powołaniu nowego rządu Donalda Tuska, 20 grudnia 2023 Surmacz został odwołany z prezesury PAP przez nowego Ministra Kultury Bartłomieja Sienkiewicza. Surmacz nie uznał tej dymisji i pozostał na noc i kolejny dzień w siedzibie PAP, w której dołączyli do niego posłowie PiS.

## Nagrody i wyróżnienia
- nagroda honorowa w konkursie Journalistic Excellence Award 2004[5][11]
- I nagroda w konkursie Libertas et Auxilium 2009[12]
- wyróżnienie w konkursie Libertas et Auxilium 2010[13]
- nominacja do nagrody Grand Press 2013 w kategorii dziennikarstwo śledcze[14]
- nagroda Stowarzyszenia Dziennikarzy Polskich 2014 w kategorii dziennikarstwo śledcze[15]
- nagroda dziennikarska w konkursie Pracodawca godny zaufania 2018[16]